# Onthophagus roubali
Onthophagus roubali là một loài bọ cánh cứng trong họ Bọ hung (Scarabaeidae).